# Inga Gentzel
Inga Kristina Gentzel-Dahlgren, švedska atletinja, * 24. april 1908, Stockholm, Švedska, † 1. januar 1991, Nyköping, Švedska.
Nastopila je na poletnih olimpijskih igrah leta 1928, kjer je osvojila bronasto medaljo v teku na 800 m in izpadla v prvem krogu štafete 4x100 m. 16. junija 1928 je postavila svetovni rekord v teku na 800 m s časom 2:20,4 s, ki je veljal le pol meseca.